# RBR Dance Company Illusionisti della Danza
La RBR Dance Company Illusionisti della Danza è una compagnia artistica di danza contemporanea fondata nel 1999 da Cristiano Fagioli e Cristina Ledri. Il nome della compagnia trae ispirazione dalle linee metropolitane di New York che collegano Brooklyn a Manhattan.

## Storia della Compagnia
Un anno dopo la sua fondazione, la RBR si presenta con la coreografia Bicycle 2000, creata per i campionati mondiali di ciclismo a Verona. Questa produzione vale a Fagioli e Ledri il Premio Positano Léonide Massine. Nello stesso periodo, la compagnia riceve il riconoscimento ministeriale MiBACT, attivo fino al 2014, e debutta a Roma con lo spettacolo RBR Show.
L'espansione artistica avviene nel primo decennio del nuovo millennio, RBR porta in scena produzioni come Abyss, Open Space (che incluse un tour in Messico), Blue Two (in co-produzione con il Teatro Massimo Vincenzo Bellini di Catania), Statuaria, Show System, e altre rappresentazioni. Inoltre, la compagnia portò in scena lo spettacolo Varietas Delectat, rappresentandolo al Teatro dell'Ermitage di San Pietroburgo.
Nel 2015, la compagnia produce due nuove opere: Indaco e gli illusionisti della Danza e lo spettacolo The Man.
Dopo la pandemia Covid, la compagnia torna a proporre tematiche legate all'ambiente. Nel 2021 debutta Boomerang in prima assoluta al Todi Festival ed è presente in anteprima nazionale anche nel programma dell'Estate Teatrale Veronese al Teatro Romano di Verona. Nel 2022 nasce Canova Svelato, in collaborazione con la Gipsoteca canoviana di Possagno, per celebrare i 200 anni dalla morte di Antonio Canova.
L'ultimo spettacolo inedito della compagnia si intitola H₂OMIX, un'opera che affronta il tema della crisi idrica globale e del cambiamento climatico e prodotto in collaborazione con la Fondazione Teatri di Piacenza.
La compagnia è stata invitata a proporre lo spettacolo H₂OMIX in occasione della 99ª edizione del Blue Festival - Palio Del Golfo a la Spezia, nell'estate del 2024. Nell'autunno dello stesso anno, la RBR ha presentato uno spettacolo dedicato all'innovazione tecnologica a Como. La loro esibizione è stata uno degli eventi principali di ComoLake2024 – THE GREAT CHALLENGE, l'Expo Conference patrocinata dal Dipartimento per la Trasformazione Digitale della Presidenza del Consiglio dei Ministri.

## Produzioni teatrali
Le principali produzioni teatrali della compagnia RBR:
- Bicycle 2000 (2000)
- RBR Show (2000)
- Abyss (2002)
- Open Space (2004)
- Blue Two (2006)
- Statuaria (2008)
- Show System (2010)
- 4 (2012)
- Varietas Delectat (2013)
- Mosaico (2014)
- Giulietta e Romeo l’amore continua… (2015)
- Il Circo di Zeus (2015)
- Indaco e gli Illusionisti della Danza (2015)
- The Man (2015)
- Boomerang (2021)
- Illusionistheatre (2021)
- Canova Svelato (2022)
- H₂OMIX (2023)

## Eventi e Collaborazioni
La RBR Dance Company ha partecipato a eventi tra cui gli Oscar della Lirica all’Arena di Verona, il Carnevale Ambrosiano e il Ballo del Doge, facente parte del Carnevale di Venezia.
Dal 2004 al 2023 ha collaborato con l'Universidad de Colima in Messico, portando spettacoli come Abyss e Open Space.
Ha inoltre collaborato con realtà culturali e commerciali come Volkswagen, Yamaha, Antonio Marras, Lamborghini, Marmomac e Comolake 2024 The Great Challenge.
Negli anni 2021 e 2022 il Ministero della Cultura ha riconosciuto la compagnia come Organismo di Produzione della Danza.